# 越南密脉木
越南密脉木（学名：Myrioneuron tonkinense）为茜草科密脉木属下的一个种。

## 扩展阅读
- 維基物種上的相關：越南密脉木